# Anna Catharina Petre
Anna Catharina (även stavat Katarina) Petre, född Cristiernin 1680, död 1746, var en svensk brukspatron. 
Hon var dotter till Erik Christiernin på Ramnäs bruk i Västmanland. År 1705 gifte hon sig med Johan Petre, borgmästare i Arboga och delägare i Hofors bruk.
När Johan Petre gick bort 1726 efterlämnade han nio sextondelar av bruket till sina barn, som Anna Catharina disponerade. Hon lyckades även köpa resterande del från arvingarna efter Vilhelm Halleday, som var rådman och gift med en av Robert Petres döttrar, för 24 000 daler kopparmynt. Pengarna till detta fick Anna Catharina Petre dels genom att sälja sin åttondel i Ramnäs bruk till sin mor för 13 000 daler kopparmynt, dels genom att kräva kronan på den borgmästarlön hennes bortgångne make haft innestående mellan 1695 och 1726.